# 1M (űrszonda)
Az 1M a Mars tanulmányozására kifejlesztett szovjet űrszonda, melyet a szovjet Mars-program korai szakaszában, az 1960-as évek elején építettek. Ez volt az első olyan űrszonda, melyet más bolygó tanulmányozására szántak. Az 1M alapjain dolgozták ki 1962-ben a második generációs 2MV űrszondát.
Az űrszondákat az OKB–1 tervezőirodában fejlesztették ki 1958–1960 között. A berendezések összeszerelése a 88. sz. Gépgyárban folyt, majd a végszerelést és a rendszerek tesztelését a bajkonuri űrrepülőtéren végezték. Az űrszondák feladata a bolygóközi tér tanulmányozása, valamint  a Mars mellett elhaladva a bolygó felszínének tanulmányozása (fényképezése) lett volna.
Két indításra került sor, de a hordozórakéta hibája miatt mindkét indítás sikertelen volt.
Az első 1M űrszondát 1960. október 10-n indították. 1961. május 13-án kellett volna elhaladnia a Mars mellett.